# Dixeia doxo
Dixeia doxo is een vlindersoort uit de familie van de Pieridae (witjes), onderfamilie Pierinae.
Dixeia doxo werd in 1819 beschreven door Godart.